# مارك شيافي
مارك شيافي (بالإنجليزية: Mark Schiavi)‏ هو لاعب كرة قدم بريطاني في مركز الهجوم، ولد في 1 مايو 1964 في لندن في المملكة المتحدة. لعب مع كامبريدج يونايتد ونادي بارنت ونادي بورنموث ونادي كيترينغ تاون ونورثامبتون تاون ووست هام يونايتد.